# Влазрими Кичево
Влазрими Кичево е футболен клуб от град Кичево, Северна Македония. Играе на Градския стадион в Кичево. Треньор на клуба през 2006 е Владко Костов.